# Souvenir jacket
Pour les articles homonymes, voir Souvenir.

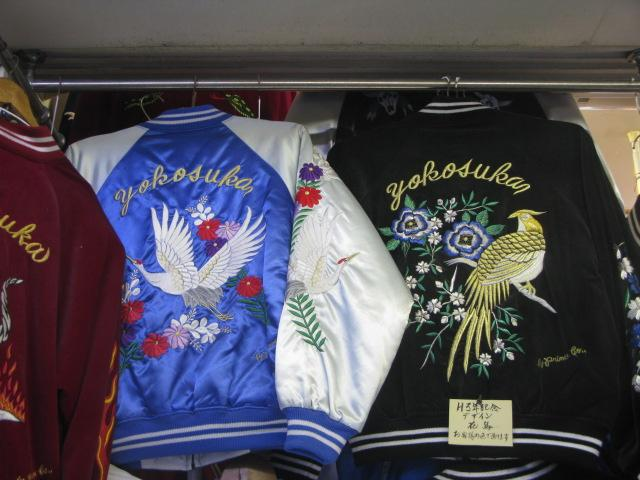
Des sukajan.

Un souvenir jacket, sukajan (スカジャン) en japonais, est un blouson masculin datant de la fin de la Seconde Guerre mondiale. Il est inspiré des blousons du baseball mâtinés de broderies, de soie ainsi que d'influences japonaises.

## Historique
À la fin de la Seconde Guerre mondiale, les excédents de toiles de parachutes sont utilisés par les soldats américains pour faire concevoir des blousons légers tels que le Teddy, Varsity ou autres inspirés des universités des États-Unis. Au départ, ceux-ci sont décorés de motifs essentiellement d'inspiration militaire puis se diversifient dans un mélange de culture japonaise et américaine se rapprochant de la technique du tatouage.
Peu après, le mouvement de mode des sukaman (contraction de Yokosuka Mambo) reprend certains éléments du style civil des militaires de la base de Yokosuka : les adolescents de ce mouvement font fabriquer des costumes à un bouton par des tailleurs locaux et vont parfois jusqu'à imiter la coupe de cheveux des Américains. Ils apprécient plus particulièrement le souvenir jacket et lui donne le nom de sukajan (pour « Yokosuka jumpers »). Ce type de blouson finit par être commercialisé dans les boutiques du lieu, à destination des marins de passage. Le film Cochons et Cuirassés popularise dans tout le pays en 1961 les souvenir jackets et ceux-ci deviennent au Japon l'équivalent du blouson noir pour les « mauvais garçons ». Depuis, de nombreuses œuvres plus populaires l'ont mis sur le devant de la scène : la série de jeux vidéo Yakuza ou encore l'anime Tokyo Revengers.
Par la suite, ce type de blouson se transforme en un classique local : un objet de souvenir pour les touristes ou un élément basique de certaines garde-robes. Passé les années 2010, il est réinterprété par la mode et divers créateurs européens s'en emparent afin de l’intégrer à leurs collections de prêt-à-porter.
Parfois proche des peignoirs en soie des boxeurs ornés de motifs à base de tigres, serpents ou dragons, le souvenir jacket oppose la douceur de la soie à l'image virile de ceux qui les portent.